# Lepechinella raua
Lepechinella raua är en kräftdjursart som beskrevs av J. L. Barnard 1973. Lepechinella raua ingår i släktet Lepechinella och familjen Dexaminidae. Inga underarter finns listade i Catalogue of Life.